# Patrick Hermanspann
Patrick Hermanspann (* 20. Februar 1971) ist ein ehemaliger deutscher Nationalmannschaftsschwimmer von 1985 bis 2005. Er begann seine Schwimmkarriere 1981 bei Wasserfreunde Wuppertal und wechselte dann zur SG Essen im Jahr 1992. In seiner Karriere errang er mehr als 30 Deutsche Jugendmeistertitel und brach mehr als 15 deutsche Jugendrekorde. Die Kerndisziplinen waren 100 und 200 m Rücken, 200 und 400 m Lagen und verschiedene Staffeln.
In der weiteren Schwimmkarriere waren seine größten Erfolge:
1992
- Sprinteuropameisterschaften in Espoo (FIN) Bronzemedaille 50 m Rücken[1]
- 2. Weltrangliste FINA 50 m Rücken

1993
- Europameister 50 m Rücken und 4 × 50 m Rücken (Sprinteuropameisterschaften in Gateshead)[1]
- Worldcup-Bronzemedaille 50 m Rücken in Stockholm (Schweden)
- Deutscher Vizemannschaftsmeister mit SG Essen
- Silbermedaille 4 × 200 m Freistil bei den World University Games Buffalo (USA)
- 4. Platz Weltrangliste 50 m Rücken

1994
- Worldcup-Silbermedaille in Paris und Hongkong 50 m Rücken
- Deutscher Mannschaftsmeister mit SG Essen (DMS)

Er war vielfacher Deutscher Meister und Rekordhalter in 4 × 100-m-Lagenstaffel, 4 × 200 m Freistil und 4 × 100 m Brust.
Im Jahr 1995 beendete er seine Schwimmkarriere.

## Ehrungen
- 1988 – Wuppertaler Triangulum in Gold, als viermaliger deutscher Jahrgangsmeister und Fünfter beim Europacup